# Route nationale 52a
La route nationale 52a (RN 52a o N 52a) è stata una strada nazionale francese che partiva da Longwy e terminava poco dopo Longlaville.

## Percorso
Dall’intersezione con la RN52 correva verso nord-est e, dopo aver passato Longlaville seguendo la Chiers, terminava alla frontiera del Lussemburgo oltre la quale veniva continuata dalla nationalstrooss 5.